# 帝国憲法改正小委員会
帝国憲法改正小委員会（ていこくけんぽうかいせいしょういいんかい）とは第90回帝国議会衆議院に設けられた大日本帝国憲法の政府改正案の修正を検討する目的で設けられた小委員会である。

## 概要
1946年7月25日から8月20日にかけて13回にわたって開催された小委員会である

## 委員

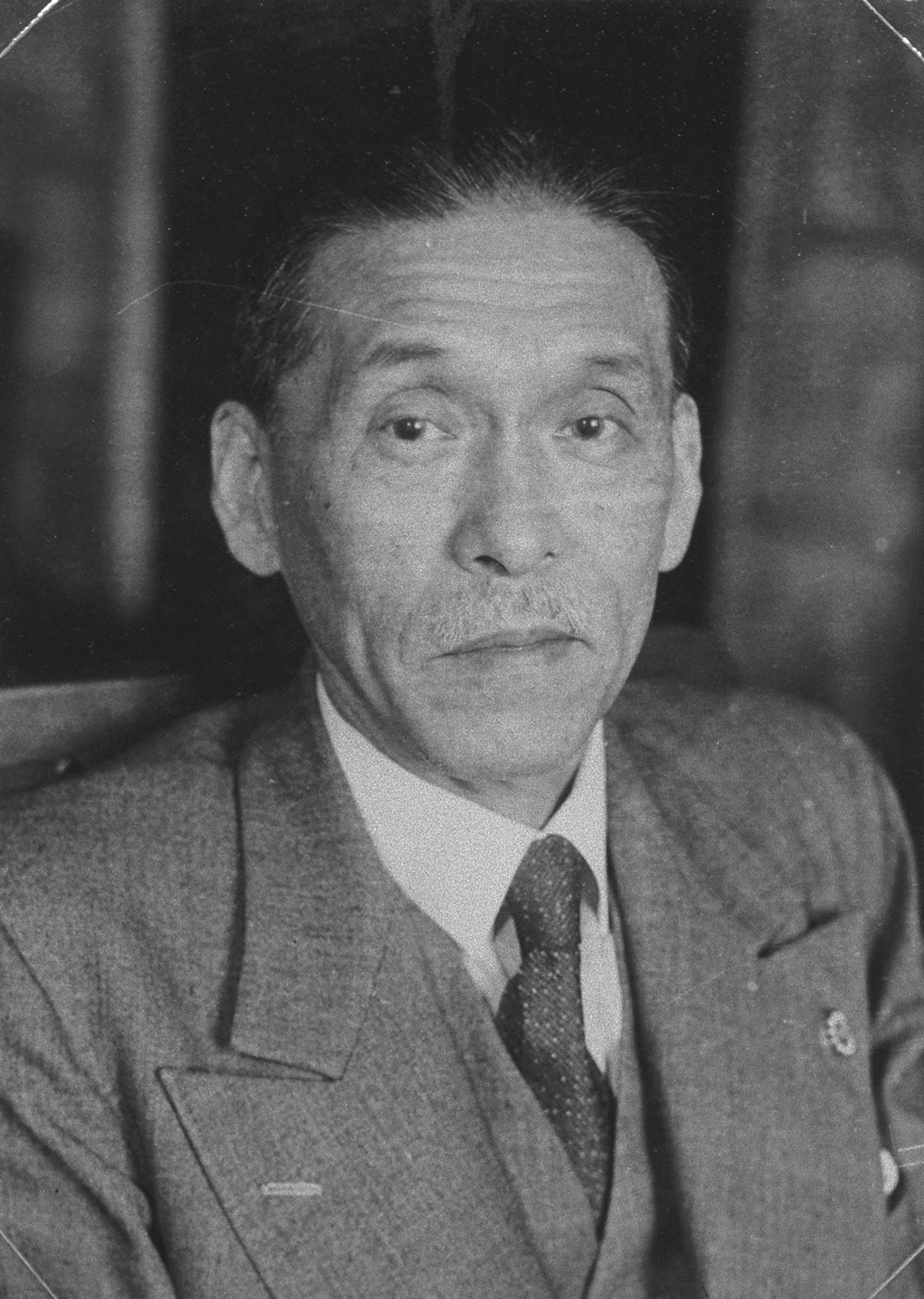
委員長を務めた芦田均

委員長は芦田均（日本自由党）。委員は廿日出厖、江藤夏雄（日本自由党）、犬養健（日本進歩党）、吉田安、鈴木義男（日本社会党）、森戸辰男（日本社会党）、林平馬（協同民主党）、大島多藏、笠井重治、北昤吉、高橋泰雄、原夫次郎（日本進歩党）、西尾末広（日本社会党）。